# Sting
Sting (rojen kot Gordon Matthew Thomas Sumner), angleški glasbenik, pisec pesmi, aktivist, igralec in filantrop,  * 2. oktober 1951, Walsend.
Pred začetkom svoje solo kariere je bil glavni pisec pesmi, pevec in basist v rock glasbeni skupini The Police. V teku samostojne kariere in v času sodelovanja s The police je Sting prejel 16 nagrad grammy za svoje delo. Prvega grammyja je dobil leta 1981 za najboljše rock inštrumentalno delo. Nominiran je bil tudi za oskarja za najboljšo filmsko skladbo.
Sprejet je bil v Hram slavnih rokenrola in Hram slavnih tekstopiscev.